# Timbellus richeri
Timbellus richeri is een slakkensoort uit de familie van de Muricidae. De wetenschappelijke naam van de soort is voor het eerst geldig gepubliceerd in 1987 door Houart.